# Longèves (Charente-Maritime)
Longèves ist eine französische Gemeinde mit 1.061 Einwohnern (Stand: 1. Januar 2022), die im Département Charente-Maritime und in der Region Nouvelle-Aquitaine liegt. Sie gehört zum Arrondissement La Rochelle und zum Kanton Marans. Die Einwohner werden Longevois genannt.

## Geografie
Longèves liegt etwa 14 Kilometer nordöstlich von La Rochelle am Canal de Curé. Das Gemeindegebiet gehört zum Regionalen Naturpark Marais Poitevin. Umgeben wird Longèves von den Nachbargemeinden Andilly im Norden und Nordwesten, Nuaillé-d’Aunis im Osten, Angliers im Südosten, Vérines im Süden sowie Saint-Ouen-d’Aunis im Westen und Südwesten.
Durch den Südosten der Gemeinde verläuft die Route nationale 11.

## Bevölkerungsentwicklung

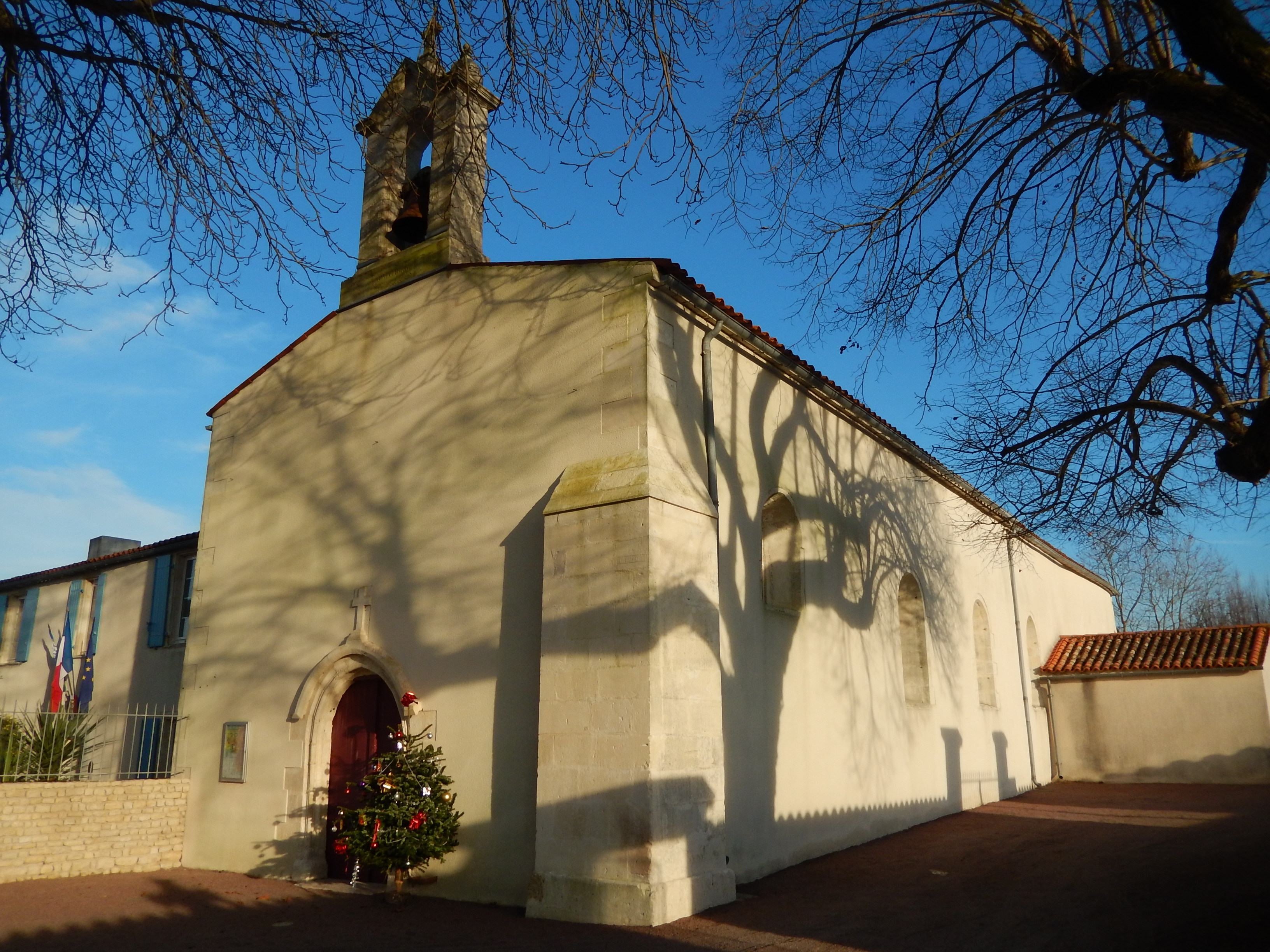
Kirche Notre-Dame

| 1962                       | 1968 | 1975 | 1982 | 1990 | 1999 | 2006 | 2016 |
| -------------------------- | ---- | ---- | ---- | ---- | ---- | ---- | ---- |
| 342                        | 321  | 371  | 416  | 417  | 515  | 683  | 955  |
| Quellen: Cassini und INSEE |      |      |      |      |      |      |      |